# یواس‌اس ناتاکی (وای‌تی‌ام-۳۹۸)
یواس‌اس ناتاکی (وای‌تی‌ام-۳۹۸) (به انگلیسی: USS Natahki (YTM-398)) یک کشتی بود که طول آن ۱۰۱ فوت (۳۱ متر) بود. این کشتی  در سال ۱۹۴۴ ساخته شد.